# Não me importava morrer se houvesse Guitarras no Céu
Não me importava morrer se houvesse Guitarras no Céu, é um documentário de 2012 do realizador português Tiago Pereira.

## Sinopse
Pereira o filme é sobre a Chamarrita, uma dança folclórica  tradicional que ainda se mantém viva nas ilhas do Faial e do Pico no arquipélago dos Açores. Entre os instrumentos utilizados para tocar as melodias, o destaque vai para a viola da terra característica dos Açores, que é uma variante da guitarra, sendo composta maioritariamente por 12 cordas que são tocadas apenas com o polegar.
O filme foi realizado em colaboração com a Associação Cultural Música Vadia e foi financiado pela Direcção Cultural do Governo Regional dos Açores. Estreou noDoclisboa, no Cinema São Jorge em Lisboa. 

## Links da web
- Chamarrita do meio

## Evidência individual
1. ↑  Walburga Manemann-Maldonado: „Viola da Terra“. Die Gitarre der Azoren. In: Gitarre & Laute, Band 10, Heft 6, 1988, S. 63–67.
2. ↑  Lapa, After You, Interactive Solutions and Gráficos à. «doclisboa - Programa». www.doclisboa.org. Consultado em 28 de dezembro de 2020